# Нестеров, Юрий Михайлович
Ю́рий Миха́йлович Не́стеров (род. 16 апреля 1945, Нижний Тагил, РСФСР, СССР) — российский политический деятель, депутат Государственной думы второго созыва, кандидат технических наук.

## Биография
Юрий Нестеров родился 16 апреля 1945 года в Нижнем Тагиле в семье ленинградцев, находившихся там в эвакуации.
Окончил Ленинградский политехнический институт имени М. И. Калинина, получив квалификацию инженера-электрика. С 1969 по 1971 годы служил в армии. С 1971 по 1989 год работал в Ленинградском отделении Гидропроекта на должностях от инженера до главного специалиста. В 1983 году защитил кандидатскую диссертацию на тему «Способы повышения электродинамической стойкости генераторных токопроводов мощных электрических станций» (научная специальность 05.04.02 — Тепловые двигатели).
Юрий Нестеров как народный депутат РСФСР от Ленинграда внес на рассмотрение на Съезде депутатов РСФСР вопрос о возвращении имени городу и 6 сентября 1991 года Ленинград официально стал Санкт-Петербургом.
Декабрь 1995 года — на выборах в Государственную Думу в Санкт-Петербурге блок «Яблоко» получил 6 мест в 8 округах (ещё в одном округе был избран поддержаный «Яблоком» кандидат от СПС) и 2 места по партийным спискам; депутатами стали 6 членов РПЦ-ЯБЛОКО — Юрий Нестеров, Сергей Никифоров, Сергей Попов и Александр Мазур по округам, Борис Моисеев и Александр Шишлов по списку.
В 1995—1999 годах — депутат Государственной Думы Федерального Собрания РФ 2-го созыва от Петербурга, заместитель председателя комитета по информационной политике и связи.